# 니콜 톰
니콜 톰(Nicholle Tom, 1978년 3월 23일 ~ )은 미국의 배우이다.

## 출연 작품
- 프라이빗 넘버 (2014)
- 파탈 퍼포먼스  (2013)
- 미 코라손 (2013)
- 행 루즈 (2012)
- 허 온니 차일드 (2008)
- 윈드폴 (2006)
- 인 메모리 오브 마이 파더 (2005)
- 저스티스 리그 (2001)
- 프린세스 다이어리 (2001)
- 아이스 엔젤 (2000)
- 패닉 (2000)
- 사랑의 승리 (1996)
- 베토벤 - 애니메이션 시리즈 (1994)
- 더 낸니 (1993)
- 베토벤 2 (1993)
- 베토벤 (1992)
- 비버리힐즈의 아이들 (1990)